# Czöd
Czöd (tyb.: གཅོད, Wylie: gcod, wym. ćö, dosł. odcinanie) – praktyka „odcięcia ja”, związana z tantrami jogi najwyższej, pochodząca od Maczig Labdron (1055-1145) i jej nauczyciela mahasiddhy Phadampy Sangje, zaliczana do ośmiu wielkich systemów praktyk buddyzmu tybetańskiego umożliwiających osiągnięcie oświecenia. Pewne elementy czöd przejęte zostały również przez religię bön.